# Mir@bel
Mir@bel, acronimo di Mutualisation d'Informations sur les Revues et leurs Accès dans les Bases En Ligne ("Condivisione delle informazioni delle riviste e della loro accessibilità all'interno delle basi di dationline"), è un portale e una base di dati bibliografica, che fornisce accesso libero e gratuito a riviste accademiche in lingua francese relative alle scienze umane e sociali.
Al 2020, erano censite circa 7.000 riviste di cui il 70% era in lingua francese, per le quali venivano indicati i collegamenti esterni dove reperire l'abstract, il testo integrale e i riferimenti bibliografici.
La base di dati si è evoluto nel tempo fino a fornire un accesso quasi completo all'ambiente online di un periodico, tramite un sistema di link incrociati. La maggior parte dei contenuti apparteneva alle scienze umane e sociali, con alcune eccezioni per le scienze pure e le scienze ambientali.

## Storia
Mir@bel nacque per iniziativa di tre istituzioni: il centro di documentazione di Sciences Po di Grenoble, la biblioteca dell'Istituto di studi politici di Lione e la biblioteca dell'École normale supérieure de Lyon, che nel 2012 assunse il nome di Biblioteca "Diderot" di Lione. Quattro anni più tardi, la Maison des Sciences de l'Homme (MSH) di Digione (sotto l'egida della Réseau des MSH, ete nazionale di 22 centri attivi nell'area delle scienze umane) e la scuola di ingegneria École nationale des travaux publics de l'État (ENTPE) unirono in rete le proprie risorse, sostituendo così la Biblioteca Diderot di Lione.
Il prototipo di Mir@bel fu presentato per la prima volta a Lione il 27 novembre 2008, nel corso di una giornata di studi sul tema "condivisione di sistemi di segnalazione di contenuti periodici nelle scienze umane e sociali".
Nel 2012, fu rilasciata una seconda versione con una nuova interfaccia e nuove funzionalità. Nel marzo 2017, il progetto annunciò la distribuzione dei suoi contenuti con licenza aperta. Nell'aprile 2020, anche il codice sorgente dell'applicazione fu pubblicato su Github con licenza Affero GPL.
All'inizio del 2020, la rete Mir@bel era gestito dall'Istituto di studi politici di Lione e di Grenoble, da MSH Dijon/RNMSH e dall'ENTPE.

## Contenuto e attività
La base di conoscenza è alimentata da tre tipologie di soggetti: sedi fisiche, editori e risorse online. Si fonda sulla reciproca condivisione delle riviste · , che vengono lette e verificate da decine di biblioteche e altri centri presenti nel territorio francese.
L'interfaccia è stata sviluppata da SILECS, una società di servizi IT e un fornitore di soluzioni gratuite, sovvenzionato dalla regione Rodano-Alpi. Al 2020, risultavano indicizzate più di 7.000 riviste, di cui più di 2.000 erano aggiornate quotidianamente in modlaità automatica.
Mir@bel integra gli identificatori numerici del controllo di autorità di varie banche dati esterne, fornendo link che puntano direttamente ad esse: JSTOR, Cairn.info, Érudit, Persée, OpenEdition Journals, SHERPA/RoMEO, DOAJ e Wikidata.

Il sito mette a disposizione delle singole biblioteche un servizio web di importazione automatica dei record bibliografici all'interno della loro istanza del sistema bibliotecario integrato Koha.